# 대한민국 형법 제342조
대한민국 형법 제342조는미수범에 대한 형법각칙의 조문이다. 

## 조문
제342조(미수범) 제329조 내지 제341조의 미수범은 처벌한다.

第329條 내지 第341條의 未遂犯은 處罰한다.